# Friedrich Ludewig Bouterweck

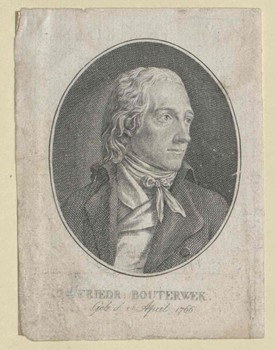
Fiorillo: Porträt Bouterweck

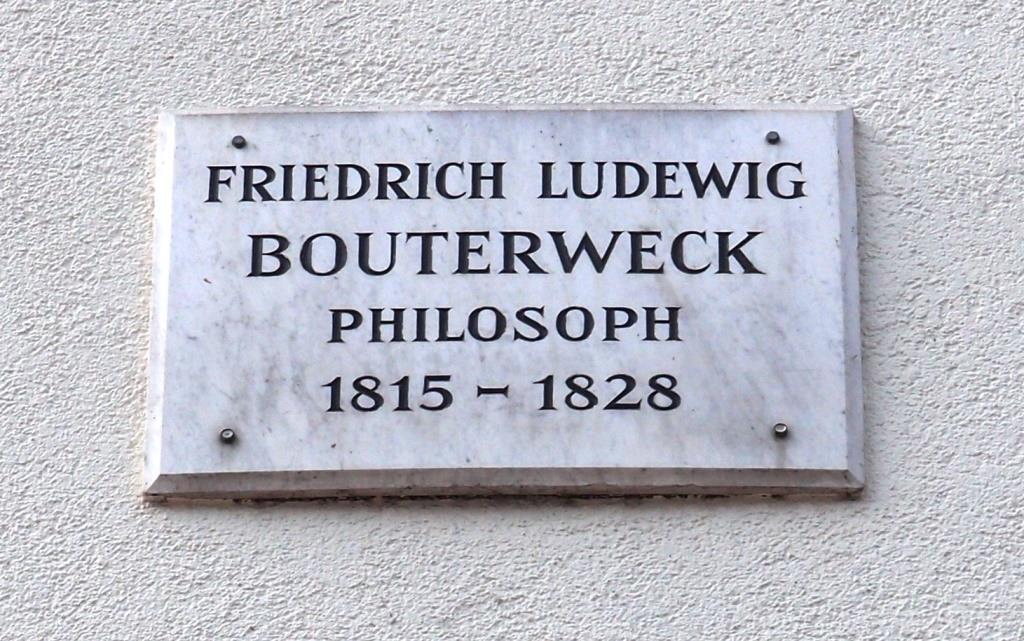
Gedenktafel für F. L. Bouterweck in Göttingen

Friedrich Ludewig Bouterweck, auch Friedrich Bouterwek (* 15. April 1766 in Oker; † 9. August 1828 in Göttingen), war ein deutscher Philosoph und Schriftsteller.

## Leben
Bouterweck war der Sohn des Friedrich Ferdinand Butterweck, dem Direktor eines Bergwerks zu Oker.
An der Universität Göttingen studierte Bouterweck Jura und Philologie bei den Professoren Christian Gottlob Heyne und Johann Georg Heinrich Feder. Beeinflusst durch Freunde und auch durch die Lektüre der Werke von Friedrich Schiller und Jean-Jacques Rousseau wechselte Bouterweck bald zur Literatur und Schriftstellerei. Trotzdem beendete er erfolgreich sein Jurastudium.
Unter dem Pseudonym Ferdinand Adrianow debütierte er in den Musenalmanachen von Gottfried August Bürger. Anschließend an sein Studium bekam er eine Anstellung am Oberappellationsgericht in Hannover. Durch Johann Wilhelm Gleim gefördert, wurde Bouterweck der Zutritt zu verschiedenen literarische Kreise in Berlin erleichtert.
1789 ließ sich Bouterweck als Privatdozent in Göttingen nieder und lehrte anfangs Geschichte. Später beschäftigte er sich mit der Philosophie Immanuel Kants, den er in der Zeit auch persönlich kennenlernte. 1797 wurde Bouterweck als ao. Prof. (ab 1802 o. Prof) zum Nachfolger seines Lehrers Feder berufen.
In den Jahren 1801 bis 1819 entstand Bouterwecks Geschichte der Poesie und Beredsamkeit. Dieses Werk gilt heute noch als eine der letzten wirklich universalen Leistungen der Literaturgeschichte. In seinen philosophischen Vorlesungen sprach Bouterweck in jedem Wintersemester über Ästhetik. In der Diskussion zwischen Immanuel Kant und Baruch Spinoza vertrat Bouterweck einen eher gemäßigten Rationalismus.
Beeinflusst durch Friedrich Heinrich Jacobi wandelte sich Bouterwecks philosophischer Realismus zu einem System des Virtualismus. Hier, scheint es, hatte Bouterweck großen Einfluss auf Arthur Schopenhauer, der in Göttingen sein Schüler war.
Seit 1808 war er auswärtiges Mitglied der Bayerischen Akademie der Wissenschaften. 1810 wurde er zum ordentlichen Mitglied der Göttinger Akademie der Wissenschaften und 1812 zum korrespondierenden Mitglied der Preußischen Akademie der Wissenschaften gewählt.
1806 heiratete Bouterweck in Weende bei Göttingen Sophie Julie Westfeld. Mit ihr hatte er drei Töchter und zwei Söhne. Der Historienmaler Friedrich Bouterweck war sein Neffe.
1826 starb seine Ehefrau mit 54 Jahren in Göttingen. Zwei Jahre später starb Friedrich Ludewig Bouterweck im Alter von 62 Jahren am 9. August 1828 in Göttingen.

## Werke (Auswahl)
- Ästhetik (1806)
- Geschichte der Poesie und Beredsamkeit seit dem Ende des 13. Jahrhunderts (1.1801–12.1819)
- Graf Donamar (1791–1793)
- Ideen zu einer allgemeinen Apodiktik (1799)
- Die Religion der Vernunft. Ideen zur Beschleunigung der Fortschritte einer haltbaren Religionsphilosophie (1824)